# Норвегия на зимних Олимпийских играх 1936
Норвегия принимала участие в зимних Олимпийских играх 1936 года и завоевала семь золотых, пять серебряных и три бронзовых медали.

## Медалисты
| Медаль  | Спортсмен                                                     | Вид спорта         | Дисциплина                 |
| ------- | ------------------------------------------------------------- | ------------------ | -------------------------- |
| Золото  | Соня Хени                                                     | Фигурное катание   | Женщины, одиночное катание |
| Золото  | Оддбьёрн Хаген                                                | Лыжное двоеборье   | Мужчины                    |
| Золото  | Биргер Рууд                                                   | Прыжки с трамплина | Мужчины                    |
| Золото  | Ивар Баллангруд                                               | Конькобежный спорт | Мужчины, 500 м             |
| Золото  | Шарль Матисен                                                 | Конькобежный спорт | Мужчины, 1500 м            |
| Золото  | Ивар Баллангруд                                               | Конькобежный спорт | Мужчины, 5.000 м           |
| Золото  | Ивар Баллангруд                                               | Конькобежный спорт | Мужчины, 10.000 м          |
| Серебро | Оддбьёрн Хаген                                                | Лыжные гонки       | Мужчины, 18 км             |
| Серебро | Оддбьёрн Хаген Олаф Хоффсбаккен Сверре Бродаль Бьярне Иверсен | Лыжные гонки       | Мужчины, эстафета 4×10 км  |
| Серебро | Олаф Хоффсбаккен                                              | Лыжное двоеборье   | Мужчины                    |
| Серебро | Георг Крог                                                    | Конькобежный спорт | Мужчины, 500 м             |
| Серебро | Ивар Баллангруд                                               | Конькобежный спорт | Мужчины, 1500 м            |
| Бронза  | Лайла Шу Нильсен                                              | Горнолыжный спорт  | Женщины, комбинация        |
| Бронза  | Сверре Бродаль                                                | Лыжное двоеборье   | Мужчины                    |
| Бронза  | Рейдар Андерсен                                               | Прыжки с трамплина | Мужчины                    |